# Банк оф Америка Стэдиум
«Банк оф Америка Стэдиум» (англ. Bank of America Stadium) — стадион для американского футбола, расположенный в городе Шарлотт, штата Северная Каролина, США. Домашний стадион команды НФЛ «Каролина Пантерз» и клуба МЛС «Шарлотт».

## История
Стадион был открыт в 1996 году как «Эрикссон Стэдиум» (англ. Ericsson Stadium), после того как шведская телекоммуникационная компания LM Ericsson приобрела права на название стадиона на 10 лет за 25 млн долларов.
В 2004 году Bank of America выкупила права на название на следующие 20 лет.
С 2022 года на стадионе выступает клуб МЛС «Шарлотт».